# 和平車站 (臺北市)
和平車站位於台灣台北市萬華區，曾為臺北鐵道株式會社新店線（現已廢止）的鐵路車站，日治時期站名為「馬場町（ Babachō ?）」，戰後由臺灣鐵路管理局接手營運並改稱和平車站，站名取自所在地臨近的和平西路。

## 利用狀況
站址約位於汀州路以及南海路口一帶。日治時期原本專供單節汽油客車停靠；廢止前則為招呼站。

## 歷史
- 1936年11月26日：設置「馬場町乘降場」（因臨近馬場町而得名）。
- 戰後新店線由台鐵接手經營；1951年10月5日：站名從「馬場町」改為「和平」[2]。
- 1965年3月24日：隨著新店線停駛而廢止。

## 腳註

### 來源資料
1. ↑  鐵道省. . 國立國會圖書館. 1937年12月: 頁538  [2020-10-05]. （原始内容存档于2020-01-30）.（日語）
2. ↑  壽俊仁 (编). . 臺灣鐵路管理局. 1987年: 頁344. 國家圖書館 臺灣記憶